# جون كالفين بولوك
جون كالفين بولوك (بالإنجليزية: John Calvin Pollock)‏ هو قاضي ومحامي أمريكي، ولد في 5 أكتوبر 1857 في مقاطعة بلمونت في الولايات المتحدة، وتوفي في 24 يناير 1937.